# Каталог ресурсов в Интернете
Катало́г сайтов Интернета, или интернет-каталог (англ. web directory) — структурированный набор ссылок на сайты с кратким их описанием. Сайты внутри каталога разбиваются по темам, а внутри тем могут быть ранжированы или по индексу цитирования (как в каталогах Яндекса или Google), или по дате добавления, или по алфавиту, или по другому параметру. Это один из старейших сервисов Интернета. Подавляющее большинство рейтингов посещаемости ресурсов имеют классификатор сайтов, но ранжирование всегда основано на посещаемости сайтов. В зависимости от широты тематики ссылок каталоги могут быть общими и специализированными (тематическими).
Каталоги можно разделить на группы:
- закрытые каталоги — добавление сайтов в данный каталог может проводить только одно ответственное лицо;
- белые каталоги — не требуют обратную ссылку и ставят прямую ссылку;
- серые каталоги — требуют обратную ссылку и ставят прямую ссылку;
- черные каталоги — требуют обратную ссылку и не ставят прямую ссылку;
- каталоги сайтов с прямыми ссылками — при регистрации сайта в данном каталоге веб-мастер получает ответную прямую (без перенаправления) ссылку на свой сайт;
- каталоги сайтов с ссылками — регистрация сайта в данном каталоге не даёт ссылки на регистрируемый сайт. Ссылки в таких каталогах даны через перенаправление (редирект).